# 19 februari
19 februari är den 50:e dagen på året i den gregorianska kalendern. Det återstår 315 dagar av året (316 under skottår).

## Namnsdagar

### I den svenska almanackan
- Nuvarande – Gabriella och Ella
- Föregående i bokstavsordning
  - Ella – Namnet infördes på dagens datum 1986 och har funnits där sedan dess.
  - Elna – Namnet infördes på dagens datum 1986, men flyttades 1993 till 31 juli och utgick 2001.
  - Gabinus – Namnet fanns, till minne av en kristen präst och martyr i Rom i slutet av 200-talet, på dagens datum fram till 1901, då det utgick.
  - Gabriella – Namnet infördes på dagens datum 1901 och har funnits där sedan dess.
- Föregående i kronologisk ordning
  - Före 1901 – Gabinus
  - 1901–1985 – Gabriella
  - 1986–1992 – Gabriella, Ella och Elna
  - 1993–2000 – Gabriella och Ella
  - Från 2001 – Gabriella och Ella
- Källor
  - Brylla, Eva (red.): Namnlängdsboken, Norstedts ordbok, Stockholm, 2000. ISBN 91-7227-204-X
  - af Klintberg, Bengt: Namnen i almanackan, Norstedts ordbok, Stockholm, 2001. ISBN 91-7227-292-9

### Finlandssvenska almanackan
- Nuvarande från 1929[1] – Fritjof
- I föregående revideringar[a][2]
  - inga ändringar sedan 1929

### I den slovakiska almanackan
- Vlasta

### I den tjeckiska almanackan
- Patrik

### I den ungerska almanackan
- Zsuzsanna

## Händelser
- 197 – Den romerske kejsaren Septimius Severus' här besegrar usurpatorn Clodius Albinus' trupper i slaget vid Lugdunum (vid nuvarande Lyon i Frankrike). Efter nederlaget begår Albinus självmord, men hans kropp blir ändå torterad och skändad och när Severus återvänder till Rom låter han döda 27 senatorer, som har stött hans rivaler.
- 607 – Efter att påvestolen har stått tom i ett helt år väljs Bonifatius III till påve.[3]
- 1594 – Sigismund, som har varit kung av Polen sedan 1587 och av Sverige sedan 1592, kröns i Uppsala domkyrka av ärkebiskop Abraham Angermannus. Före kröningen har den katolske Sigismund tvingats avlägga löfte om att respektera Uppsala mötes beslut från året innan om att Sverige ska vara protestantiskt och att katoliker ska ha starkt begränsat inflytande och makt.
- 1714 – 8 500 ryska soldater, ledda av Michail Golitsyn, besegrar en svensk styrka på 5 100 man under befäl av Carl Gustaf Armfeldt i det avgörande slaget vid Storkyro i Finland under det pågående stora nordiska kriget. Efter den svenska förlusten retirerar svenskarna till den västra rikshalvan och hela Finland är därmed i ryska händer. Den ryska ockupationen av Finland varar till fredsslutet 1721 och går till historien som Stora ofreden.
- 1719 – Georg Heinrich von Görtz, som sedan 1715 har haft makten över Sveriges ekonomi (han har i praktiken under åren 1716–1718 varit Sveriges finansminister) blir avrättad genom halshuggning på galgbacken vid Skanstull i Stockholm. Trots att han under det pågående stora nordiska kriget har fått ordning på Sveriges ekonomi är han impopulär bland andra svenska politiker, eftersom de ser honom som ett hot, då han representerar Holstein-Gottorp, där Karl XII:s systerson Karl Fredrik finns och är en möjlig kandidat till den svenska tronen. Efter Karl XII:s död har von Görtz därför fått agera syndabock för det svenska nederlaget i kriget och den 2 december 1718 (två dagar efter kungens död) har han blivit arresterad i Tanumshede och förts till Stockholm, där han den 9 februari har blivit dömd till döden av en jury, som enbart har bestått av hans politiska motståndare. Efter avrättningen får han inte någon riktig begravning, utan kroppen grävs ner på galgbacken.
- 1878 - Thomas Edison erhåller patent (US 200521[4]) för sin Fonograf
- 1942 – Under det pågående andra världskriget blir den nordaustraliska staden Darwin angripen i två anfallsvågor av 242 japanska bombplan. I detta anfall, som blir det första av många mot Darwin och som blir det mest förödande krigsanfallet mot en australisk stad någonsin, dödas åtminstone 243 människor.
- 1945 – Amerikanerna inleder slaget om Iwo Jima, genom att landsätta 35 000 soldater på den japanska ön. Under de mycket hårda striderna, som varar till 26 mars, överlever endast 216 av de över 18 000 japanska försvararna.
- 1980 – Den svenske slalomåkaren Ingemar Stenmark tar sitt första OS-guld, genom att vinna herrarnas storslalomtävling under vinter-OS i amerikanska Lake Placid.
- 1985 – Den dagliga drama-tv-såpan Eastenders har premiär i brittisk tv. Den pågår än idag (2025) och är ett av Storbritanniens mest sedda tv-program.
- 1986
  - Sovjetunionen skjuter upp kärnan till rymdstationen Mir, som blir världens första bemannade rymdstation. Uppskjutningen av de olika delarna tar totalt 13 år och stationen är tänkt som ett laboratorium ute i rymden. 2001 återinträder den i jordens atmosfär och brinner upp.
  - Den amerikanska senaten godkänner ett avtal från 1949, som förbjuder folkmord.
- 1987 – Det anrika Djurgårdsbrunns värdshus i Stockholm, som har anor sedan 1742, brinner ner.
- 1989
  - Inomhusarenan Globen i Stockholm, som började byggas 1986, invigs och är vid invigningstillfället världens största sfäriska byggnad, vilket den förblir till 2023.
  - Ingemar Stenmark vinner storslalomtävlingen i den amerikanska skidorten Aspen, vilket blir hans 86:e och sista världscupseger. Han deltar sedan i ytterligare två tävlingar innan han avslutar sin skidkarriär.
- 1990 – Den svenske statsministern Ingvar Carlsson, som den 15 februari har lämnat in regeringens avskedsansökan, får av Sveriges riksdags talman Thage G. Peterson i uppdrag att bilda en ny regering. Denna tillträder den 27 februari och består av samtliga ministrar från den gamla förutom finansminister Kjell-Olof Feldt, som efterträds av Allan Larsson.
- 2003 – Ett iranskt flygplan med 302 elitsoldater ombord havererar under en snöstorm, varvid samtliga ombordvarande omkommer.
- 2008 – Den kubanske presidenten och diktatorn Fidel Castro avgår efter över 31 år på posten (och nästan 50 år vid makten) av sjukdomsskäl (han var landets premiärminister 1959–1976 och har varit president sedan 1976). Han lämnar över makten till sin yngre bror Raúl, som blir Kubas nye president den 24 februari.
- 2020 – Ett massmord äger rum på två vattenpipsbarer i tyska Hanau. Tio personer mördas.

## Födda
- 1473 – Nicolaus Copernicus, polsk astronom
- 1526 – Carolus Clusius. flamändsk botaniker
- 1717 – David Garrick, brittisk skådespelare och teaterchef
- 1733 – Daniel Solander, svensk naturforskare, upptäcktsresande, lärjunge till Carl von Linné
- 1734 – Nils Philip Gyldenstolpe, svensk ämbetsman, landshövding i Gävleborgs län 1773–1781, ledamot av Svenska Akademien 1789–1810
- 1743 – Luigi Boccherini, italiensk kompositör
- 1786 – Samuel Grubbe, svensk filosof och politiker, Sveriges ecklesiastikminister 1840–1842, ledamot av Svenska Akademien 1830–1853
- 1799 – Ferdinand Reich, tysk professor, bergsingenjör och kemist
- 1804 – Karl von Rokitansky, österrikisk friherre och anatom
- 1811 – Jules Sandeau, fransk författare och skriftställare
- 1818 – Tod Robinson Caldwell, amerikansk politiker, guvernör i North Carolina från 1870
- 1833 – Élie Ducommun, schweizisk journalist och fredsaktivist, mottagare av Nobels fredspris 1902
- 1835
  - Julius Krohn, finländsk folklorist och författare
  - Henry R. Pease, amerikansk republikansk politiker, senator för Mississippi 1874–1875
- 1841 – Elfrida Andrée, svensk tonsättare och dirigent, Sveriges första kvinnliga domkyrkoorganist och telegrafist
- 1843
  - Binger Hermann, amerikansk republikansk politiker, kongressledamot 1885–1897 och 1903–1907
  - Adelina Patti, italiensk-amerikansk operasångare (sopran)
- 1859 – Svante Arrhenius, svensk fysiker och kemist, mottagare av Nobelpriset i kemi 1903
- 1865 – Sven Hedin, svensk forskningsresande och författare, ledamot av Svenska Akademien 1913–1952
- 1869 – Oliver Russell, brittisk politiker, guvernör i Madras 1900–1904 och 1904–1906, tillförordnad vicekung av Indien 1904
- 1876 – Constantin Brâncuși, rumänsk skulptör
- 1878 – Harriet Bosse, svensk skådespelare
- 1879 – Luigj Gurakuqi, albansk politiker
- 1888 – Franz Pfeffer von Salomon, tysk militär
- 1893 – Cedric Hardwicke, brittisk skådespelare
- 1899 – Lucio Fontana, italiensk konstnär
- 1902 – Gunnar Hultgren, svensk kyrkoman, biskop i Visby stift 1948–1950, biskop i Härnösands stift 1951–1958, ärkebiskop i Uppsala stift 1958–1967
- 1905 – Karen Rasmussen, svensk-norsk skådespelare
- 1910 – Sten Frykberg, svensk dirigent och kompositör
- 1911 – Merle Oberon, amerikansk skådespelare
- 1917 – Carson McCullers, amerikansk författare
- 1919 – Alla Sjelest, rysk ballerina och koreograf
- 1920 – Maud Reuterswärd, svensk författare, radioprogramledare och radioproducent
- 1921 – Börje Teijler, svensk kommunhistoriker
- 1924 – Lee Marvin, amerikansk skådespelare
- 1925 – Bobbie Ericson, svensk kompositör och låtskrivare
- 1929 – Björn Bjelfvenstam, svensk skådespelare
- 1930 – Kjell Espmark, svensk författare, ledamot av Svenska Akademien 1981–2022
- 1931 – Camillo Ruini, italiensk kardinal
- 1932 – Gerhard Richter, tysk konstnär
- 1933 – Gunnel Sporr, svensk skådespelare
- 1934 – Hugo Álvarez, argentinsk-svensk regissör och skådespelare
- 1937 – Boris Pugo, lettisk-sovjetisk politiker
- 1940 – Smokey Robinson, amerikansk sångare
- 1941 – David J. Gross, amerikansk fysiker, mottagare av Nobelpriset i fysik 2004
- 1943
  - Tim Hunt, brittisk biokemist, mottagare av Nobelpriset i fysiologi eller medicin 2001
  - Nalle Knutsson, svensk musikalartist, skådespelare, klädformgivare och tv-personlighet
- 1944 – Bo Sehlberg, svensk journalist, fotograf och chefredaktör
- 1945
  - Jeanette Gentele, svensk barnskådespelare, journalist och filmkritiker
  - Lars Hansson, svensk skådespelare
- 1946 – Carolyn B. Maloney, amerikansk demokratisk politiker, kongressledamot 1993–2023
- 1948
  - Pim Fortuyn, nederländsk politiker
  - Raúl Grijalva, amerikansk demokratisk politiker, kongressledamot 2003–2025
- 1953 – Cristina Fernández de Kirchner, argentinsk politiker och presidenthustru, Argentinas president 2007–2015
- 1954 – Sócrates, brasiliansk fotbollsspelare
- 1955 – Jeff Daniels, amerikansk skådespelare
- 1956 – Roderick MacKinnon, amerikansk neurobiolog, mottagare av Nobelpriset i kemi 2003
- 1957
  - Johann Hans Hölzel, österrikisk musiker med artistnamnet Falco
  - Ray Winstone, brittisk skådespelare
- 1963 – Seal, brittisk musiker och artist
- 1964
  - Jennifer Doudna, amerikansk forskare i molekylärbiologi, mottagare av Nobelpriset i kemi 2020
  - Hugh Panaro, amerikansk skådespelare
- 1965
  - Hasse Carlsson, svensk sångare
  - Michael Westphal, tysk tennisspelare
- 1966 – Justine Bateman, amerikansk skådespelare
- 1967
  - Benicio del Toro, puertoricansk skådespelare
  - Niclas Kindvall, svensk fotbollsspelare
- 1969 – Jakob Samuel svensk sångare i hårdrocksgruppen The Poodles
- 1970 – Joacim Cans svensk sångare i heavy metal-gruppen Hammerfall
- 1974 – Daniel Tjernström svensk fotbollsspelare
- 1977 – Ola Salo, svensk artist, sångare och låtskrivare i gruppen The Ark
- 1985 – Arielle Kebbel, amerikansk skådespelare
- 1986
  - Björn Gustafsson, svensk komiker och skådespelare
  - Reon Kadena, japansk fotomodell och skådespelare
  - Linus Klasen, svensk ishockeyspelare
  - Maria Mena, norsk popsångare och låtskrivare
  - Marta, brasiliansk fotbollsspelare
  - Jayde Nicole, kanadensisk fotomodell
- 1994 – Magnus Ek, svensk centerpartistisk politiker
- 2004 – Millie Bobby Brown, brittisk-amerikansk skådespelare, känd från bland annat Stranger Things

## Avlidna
- 1719 – Georg Heinrich von Görtz, 50, tysk statsman i svensk tjänst, Karl XII:s förste minister 1716–1718 (avrättad)
- 1789 – Nicholas Van Dyke, 50, amerikansk politiker, Delawares president 1783–1786
- 1827 – Armand Augustin Louis de Caulaincourt, 53, fransk markis, militär, statsman, diplomat och hovman
- 1837 – Georg Büchner, 24, tysk författare, revolutionär, filosof, läkare och zoolog
- 1884 – Edvard Bergenheim, 85, finländsk kyrkoman, politiker och militär, Finlands ärkebiskop sedan 1850
- 1893 – George E. Spencer, 56, amerikansk republikansk politiker, senator för Alabama 1868–1879
- 1897 – Karl Weierstrass, 81, tysk matematiker
- 1915 – Gopal Krishna Gokhale, 48, indisk politiker
- 1916 – Ernst Mach, 78, österrikisk fysiker
- 1927 – Georg Brandes, 85, dansk litteraturkritiker
- 1951 – André Gide, 81, fransk författare, mottagare av Nobelpriset i litteratur 1947
- 1952 – Knut Hamsun, 92, norsk författare, mottagare av Nobelpriset i litteratur 1920
- 1954 – Axel Pehrsson-Bramstorp, 70, svensk politiker, partiledare för Bondeförbundet 1934–1949, Sveriges statsminister 19 juni–28 september 1936, Sveriges landsbygdsminister 1936–1945
- 1960 – H.C. Hansen, 53, dansk diplomat och politiker, statsminister sedan 1955
- 1961 – Einar Fagstad, 61, svensk sångare, skådespelare, kompositör och dragspelsmusiker
- 1975 – Luigi Dallapiccola, 71, italiensk tonsättare
- 1977 – Maria Schildknecht, 95, svensk skådespelare
- 1978 – Arvid Olson, 91, svensk konstnär och filmpionjär
- 1980 – Bon Scott, 33, australisk musiker, sångare i hårdrocksbandet AC/DC
- 1981 – Sven Hugo Borg, 84, svensk-amerikansk skådespelare
- 1988 – André F. Cournand, 92, fransk-amerikansk fysiolog, mottagare av Nobelpriset i fysiologi eller medicin 1956
- 1986 – James Eastland, 81, amerikansk politiker, senator för Mississippi 1941 och 1943–1978
- 1992 – Joseph L. Fisher, 78, amerikansk demokratisk politiker, kongressledamot 1975–1981
- 1996 – Greta Wassberg, 91, svensk sångare
- 1997 – Deng Xiaoping, 92, kinesisk politiker, ordförande för Kinas kommunistiska parti 1956–1967, ordförande i Kinas centrala militärkommission 1981–1989
- 2000 – Friedensreich Hundertwasser, 71, österrikisk målare, grafiker och arkitekt
- 2001 – Roland ”Rolle” Stoltz, 69, svensk ishockeyspelare
- 2002 – Arne Selmosson, 70, svensk fotbollsspelare
- 2004
  - Lakke Magnusson, 57, svensk skådespelare
  - Doris Troy, 67, amerikansk soulsångare
- 2008 – Natalia Bessmertnova, 66, rysk prima ballerina
- 2009 – Tom Dan-Bergman, 83, svensk skådespelare och flygare
- 2010
  - Jamie Gillis, 66, amerikansk porrskådespelare och -regissör
  - Lionel Jeffries, 83, brittisk skådespelare
  - Bengt Martin, 76, svensk författare
- 2011
  - Gunnar Staern, 89, svensk dirigent
  - Dietrich Stobbe, 72, tysk politiker, borgmästare i Västberlin 1977–1981
- 2012
  - Renato Dulbecco, 97, italiensk-amerikansk virolog, mottagare av Nobelpriset i fysiologi eller medicin 1975
  - Ruth Barcan Marcus, 90, amerikansk filosof och logiker
- 2013
  - Robert C. Richardson, 75, amerikansk fysiker, mottagare av Nobelpriset i fysik 1996
  - Hans Ernback, 70, svensk skådespelare och regissör
  - Eva Bergh, 86, norsk skådespelare
  - Armen Alchian, 98, amerikansk nationalekonom
- 2014
  - Dale Gardner, 65, amerikansk astronaut
  - Valerij Kubasov, 79, rysk-sovjetisk kosmonaut
- 2015
  - Lisette Schulman, 63, svensk programledare och informatör
  - Talus Taylor, 85, amerikansk barnboksförfattare, skapare av Barbapapa
- 2016
  - Umberto Eco, 84, italiensk författare och filosof
  - Harper Lee, 89, amerikansk författare
- 2019 – Karl Lagerfeld, 85, tysk-fransk modeskapare
- 2021 – Ebba Andersson, 85, svensk fotbollsspelare
- 2023
  - Hans Dahlman, 79, svensk författare och satiriker
  - Greg Foster, 64, amerikansk friidrottare
  - Rolf Wirtén, 91, svensk folkpartistisk politiker, statsråd 1978–1982

## Svenska kalendern
I den svenska kalendern fanns inte 18–28 februari år 1753.